# 森永太一郎
森永太一郎（1865年8月8日—1937年1月24日），日本企業家。森永製菓創辦人。出生於佐賀縣伊萬里市。安倍晉三的妻子安倍昭惠是他的外曾孫女。